# Houwau
Houwau is een geslacht van kevers uit de familie  
kniptorren (Elateridae).
Het geslacht is voor het eerst wetenschappelijk beschreven in 1993 door Kishii.

## Soorten
Het geslacht omvat de volgende soort:
- Houwau alpicola Kishii, 1993